# Lista țărilor producătoare de merișoare

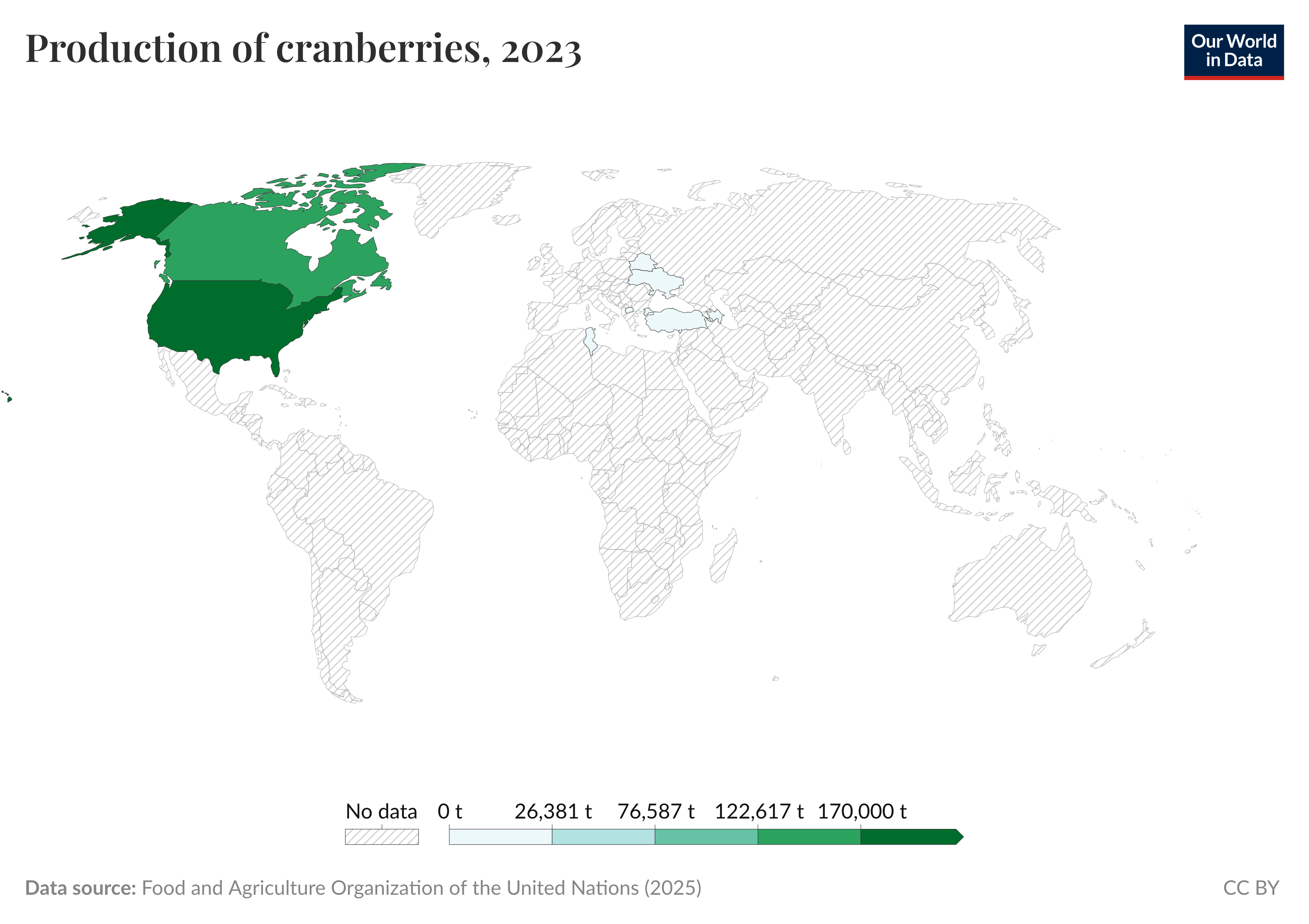
Harta țărilor în funcție de producția de merișoare, 2023

Lista țărilor producătoare de merișoare clasifică țările lumii în funcție de producția de merișoare (în mii de tone), de productivitate (în kg/ha) și de suprafața cultivată cu Vaccinium vitis-idaea (în mii de hectare) în anul 2023 și oferă date comparative pentru perioada 2013-2023. Datele provin din baza de date FAOSTAT a Organizației pentru Alimentație și Agricultură a Națiunilor Unite (Food and Agriculture Organization of the United Nations - FAO). 
Producția anuală de merișoare la nivel global în anul 2022 a fost de 592.429,52 tone, cu 22,47% mai mult decât în anul 2021, când s-a înregistrat o cantitate totală de 483.729,59 tone. Statele Unite și Canada au fost de departe cei mai mari producători la nivel mondial, producția lor reprezentând 97,02% din totalul producției globale.
În 2023, producția globală a fost de 535.221,24 tone, cu 9,66% mai puțin decât în anul precedent. Cel mai mare producător la nivel mondial a rămas Statele Unite, producția sa reprezentând 68,73% din totalul producției globale.
În 2017 (cel mai recent an în care s-au raportat date către FAO), România era al 5-lea producător de merișoare la nivel global și primul din Uniunea Europeană, având alocată pentru această cultură o suprafață de 85 hectare, cea mai mare ca întindere din Uniunea Europeană și a 8-a din lume. Productivitatea a fost în România de 6.873,9 kg/ha, cea mai mare din Uniunea Europeană și a 4-a la nivel global, după Turcia, Statele Unite și Canada.

## Lista țărilor în funcție de producția de merișoare
| Țară                                                                    | Producție anuală (mii de tone) | Producție anuală (mii de tone) | Producție anuală (mii de tone) | Producție anuală (mii de tone) | Producție anuală (mii de tone) | Producție anuală (mii de tone) | Producție anuală (mii de tone) | Producție anuală (mii de tone) | Producție anuală (mii de tone) | Producție anuală (mii de tone) | Producție anuală (mii de tone) | Medie 2014-2023 | Creștere 2014-2023 |
| Țară                                                                    | 2023                           | 2022                           | 2021                           | 2020                           | 2019                           | 2018                           | 2017                           | 2016                           | 2015                           | 2014                           | 2013                           | Medie 2014-2023 | Creștere 2014-2023 |
|                                                                         |                                |                                |                                |                                |                                |                                |                                |                                |                                |                                |                                |                 |                    |
| ----------------------------------------------------------------------- | ------------------------------ | ------------------------------ | ------------------------------ | ------------------------------ | ------------------------------ | ------------------------------ | ------------------------------ | ------------------------------ | ------------------------------ | ------------------------------ | ------------------------------ | --------------- | ------------------ |
| GLOBAL                                                                  | 535,22                         | 592,43                         | 483,73                         | 533,51                         | 530,20                         | 597,63                         | 534,16                         | 633,62                         | 549,99                         | 556,75                         | 546,29                         | 554,72          | ▼ −3,87%           |
| Statele Unite                                                           | 367,86                         | 364,46                         | 309,40                         | 354,17                         | 359,11                         | 404,88                         | 380,75                         | 436,69                         | 388,41                         | 381,02                         | 406,33                         | 374,68          | ▼ −3,45%           |
| Canada                                                                  | 151,32                         | 210,29                         | 156,58                         | 161,14                         | 156,85                         | 178,54                         | 138,42                         | 180,29                         | 145,16                         | 160,10                         | 122,62                         | 163,87          | ▼ −5,49%           |
| Turcia                                                                  | 12,17                          | 13,75                          | 13,75                          | 14,23                          | 10,27                          | 10,24                          | 10,01                          | 10,96                          | 10,95                          | 10,98                          | 11,84                          | 11,73           | ▲ 10,79%           |
| Azerbaidjan                                                             | 2,82                           | 2,81                           | 2,83                           | 2,81                           | 2,80                           | 2,87                           | 2,77                           | 2,77                           | 3,00                           | 2,80                           | 2,50                           | 2,83            | ▲ 0,65%            |
| Ucraina                                                                 | 0,41                           | 0,42                           | 0,41                           | 0,41                           | 0,44                           | 0,39                           | 0,40                           | 0,50                           | 0,30                           | 0,40                           | 0,80                           | 0,41            | ▲ 3,74%            |
| Macedonia de Nord                                                       | 0,31                           | 0,31                           | 0,31                           | 0,31                           | 0,31                           | 0,31                           | 0,31                           | 0,29                           | 0,31                           | 0,29                           | 0,28                           | 0,31            | ▲ 7,87%            |
| Tunisia                                                                 | 0,19                           | 0,19                           | 0,19                           | 0,18                           | 0,18                           | 0,19                           | 0,18                           | 0,18                           | 0,19                           | 0,17                           | 0,17                           | 0,18            | ▲ 9,42%            |
| Belarus                                                                 | 0,14                           | 0,19                           | 0,27                           | 0,25                           | 0,24                           | 0,21                           | 0,28                           | 0,45                           | 0,67                           | 0,18                           | 0,90                           | 0,29            | ▼ −20,31%          |
| România                                                                 | N/A                            | N/A                            | N/A                            | N/A                            | N/A                            | N/A                            | 0,59                           | 0,58                           | 0,57                           | 0,54                           | 0,59                           | 0,57            |                    |
| Letonia                                                                 | N/A                            | N/A                            | N/A                            | N/A                            | N/A                            | N/A                            | 0,36                           | 0,82                           | 0,35                           | 0,17                           | 0,18                           | 0,38            |                    |
| Bulgaria                                                                | N/A                            | N/A                            | N/A                            | N/A                            | N/A                            | N/A                            | 0,09                           | 0,09                           | 0,09                           | 0,09                           | 0,09                           | 0,09            |                    |
| Estonia                                                                 | N/A                            | N/A                            | N/A                            | N/A                            | N/A                            | N/A                            | N/A                            | N/A                            | N/A                            | N/A                            | N/A                            |                 |                    |
| Franța                                                                  | N/A                            | N/A                            | N/A                            | N/A                            | N/A                            | N/A                            | N/A                            | N/A                            | N/A                            | N/A                            | N/A                            |                 |                    |
| Germania                                                                | N/A                            | N/A                            | N/A                            | N/A                            | N/A                            | N/A                            | N/A                            | N/A                            | N/A                            | N/A                            | N/A                            |                 |                    |
| Polonia                                                                 | N/A                            | N/A                            | N/A                            | N/A                            | N/A                            | N/A                            | N/A                            | N/A                            | N/A                            | N/A                            | N/A                            |                 |                    |
| Spania                                                                  | N/A                            | N/A                            | N/A                            | N/A                            | N/A                            | N/A                            | N/A                            | N/A                            | N/A                            | N/A                            | N/A                            |                 |                    |
| Sursa: Organizația pentru Alimentație și Agricultură a Națiunilor Unite |                                |                                |                                |                                |                                |                                |                                |                                |                                |                                |                                |                 |                    |

## Lista țărilor producătoare de merișoare în funcție de productivitate
| Țară                                                                    | Productivitate (t/ha) | Productivitate (t/ha) | Productivitate (t/ha) | Productivitate (t/ha) | Productivitate (t/ha) | Productivitate (t/ha) | Productivitate (t/ha) | Productivitate (t/ha) | Productivitate (t/ha) | Productivitate (t/ha) | Productivitate (t/ha) | Medie 2014-2023 | Creștere 2014-2023 |
| Țară                                                                    | 2023                  | 2022                  | 2021                  | 2020                  | 2019                  | 2018                  | 2017                  | 2016                  | 2015                  | 2014                  | 2013                  | Medie 2014-2023 | Creștere 2014-2023 |
|                                                                         |                       |                       |                       |                       |                       |                       |                       |                       |                       |                       |                       |                 |                    |
| ----------------------------------------------------------------------- | --------------------- | --------------------- | --------------------- | --------------------- | --------------------- | --------------------- | --------------------- | --------------------- | --------------------- | --------------------- | --------------------- | --------------- | ------------------ |
| Turcia                                                                  | 65,41                 | 78,57                 | 45,97                 | 19,99                 | 66,68                 | 67,83                 | 69,53                 | 75,60                 | 76,04                 | 72,73                 | 70,46                 | 63,84           | ▼ −10,06%          |
| Statele Unite                                                           | 25,46                 | 24,67                 | 20,89                 | 22,33                 | 23,05                 | 25,46                 | 23,59                 | 26,00                 | 23,47                 | 23,19                 | 23,91                 | 23,81           | ▲ 9,80%            |
| GLOBAL                                                                  | 23,67                 | 25,59                 | 21,05                 | 22,03                 | 22,74                 | 25,37                 | 21,72                 | 24,98                 | 22,04                 | 23,11                 | 21,26                 | 23,23           | ▲ 2,44%            |
| Canada                                                                  | 21,64                 | 29,20                 | 22,85                 | 24,30                 | 23,89                 | 27,48                 | 19,88                 | 26,14                 | 21,18                 | 25,39                 | 20,71                 | 24,19           | ▼ −14,80%          |
| Tunisia                                                                 | 6,50                  | 6,49                  | 6,49                  | 6,45                  | 6,45                  | 6,46                  | 6,45                  | 6,45                  | 6,47                  | 6,43                  | 6,44                  | 6,47            | ▲ 1,11%            |
| Macedonia de Nord                                                       | 6,01                  | 6,06                  | 6,07                  | 5,94                  | 6,17                  | 6,12                  | 6,01                  | 5,72                  | 6,02                  | 5,90                  | 5,83                  | 6,00            | ▲ 1,75%            |
| Azerbaidjan                                                             | 4,42                  | 4,41                  | 4,44                  | 4,42                  | 4,35                  | 4,54                  | 4,38                  | 4,61                  | 4,29                  | 4,67                  | 5,00                  | 4,45            | ▼ −5,22%           |
| Ucraina                                                                 | 2,19                  | 2,21                  | 2,17                  | 2,19                  | 2,28                  | 2,04                  | 2,03                  | 2,50                  | 1,50                  | 2,00                  | 4,00                  | 2,11            | ▲ 9,42%            |
| Belarus                                                                 | 1,85                  | 2,14                  | 2,36                  | 2,29                  | 2,33                  | 2,02                  | 2,68                  | 4,47                  | 7,24                  | 1,98                  | 0,56                  | 2,93            | ▼ −6,49%           |
| România                                                                 | N/A                   | N/A                   | N/A                   | N/A                   | N/A                   | N/A                   | 6,87                  | 6,83                  | 6,81                  | 6,77                  | 6,77                  | 6,81            |                    |
| Letonia                                                                 | N/A                   | N/A                   | N/A                   | N/A                   | N/A                   | N/A                   | 2,01                  | 2,07                  | 2,00                  | 1,98                  | 2,35                  | 2,08            |                    |
| Bulgaria                                                                | N/A                   | N/A                   | N/A                   | N/A                   | N/A                   | N/A                   | 1,24                  | 1,25                  | 1,22                  | 1,20                  | 1,20                  | 1,22            |                    |
| Sursa: Organizația pentru Alimentație și Agricultură a Națiunilor Unite |                       |                       |                       |                       |                       |                       |                       |                       |                       |                       |                       |                 |                    |

## Lista țărilor în funcție de suprafața cultivată cuVaccinium vitis-idaea
| Țară                                                                    | Suprafață recoltată (mii de hectare) | Suprafață recoltată (mii de hectare) | Suprafață recoltată (mii de hectare) | Suprafață recoltată (mii de hectare) | Suprafață recoltată (mii de hectare) | Suprafață recoltată (mii de hectare) | Suprafață recoltată (mii de hectare) | Suprafață recoltată (mii de hectare) | Suprafață recoltată (mii de hectare) | Suprafață recoltată (mii de hectare) | Suprafață recoltată (mii de hectare) | Medie 2014-2023 | Creștere 2014-2023 |
| Țară                                                                    | 2023                                 | 2022                                 | 2021                                 | 2020                                 | 2019                                 | 2018                                 | 2017                                 | 2016                                 | 2015                                 | 2014                                 | 2013                                 | Medie 2014-2023 | Creștere 2014-2023 |
|                                                                         |                                      |                                      |                                      |                                      |                                      |                                      |                                      |                                      |                                      |                                      |                                      |                 |                    |
| ----------------------------------------------------------------------- | ------------------------------------ | ------------------------------------ | ------------------------------------ | ------------------------------------ | ------------------------------------ | ------------------------------------ | ------------------------------------ | ------------------------------------ | ------------------------------------ | ------------------------------------ | ------------------------------------ | --------------- | ------------------ |
| GLOBAL                                                                  | 22,61                                | 23,15                                | 22,99                                | 24,22                                | 23,31                                | 23,56                                | 24,60                                | 25,36                                | 24,95                                | 24,09                                | 25,70                                | 23,88           | ▼ −6,15%           |
| Statele Unite                                                           | 14,45                                | 14,77                                | 14,81                                | 15,86                                | 15,58                                | 15,90                                | 16,14                                | 16,79                                | 16,55                                | 16,43                                | 17,00                                | 15,73           | ▼ −12,07%          |
| Canada                                                                  | 6,99                                 | 7,20                                 | 6,85                                 | 6,63                                 | 6,56                                 | 6,50                                 | 6,96                                 | 6,90                                 | 6,85                                 | 6,31                                 | 5,92                                 | 6,78            | ▲ 10,93%           |
| Azerbaidjan                                                             | 0,64                                 | 0,64                                 | 0,64                                 | 0,64                                 | 0,64                                 | 0,63                                 | 0,63                                 | 0,60                                 | 0,70                                 | 0,60                                 | 0,50                                 | 0,64            | ▲ 6,17%            |
| Ucraina                                                                 | 0,19                                 | 0,19                                 | 0,19                                 | 0,19                                 | 0,19                                 | 0,19                                 | 0,20                                 | 0,20                                 | 0,20                                 | 0,20                                 | 0,20                                 | 0,19            | ▼ −5,00%           |
| Turcia                                                                  | 0,19                                 | 0,18                                 | 0,30                                 | 0,71                                 | 0,15                                 | 0,15                                 | 0,14                                 | 0,15                                 | 0,14                                 | 0,15                                 | 0,17                                 | 0,23            | ▲ 23,18%           |
| Belarus                                                                 | 0,08                                 | 0,09                                 | 0,11                                 | 0,11                                 | 0,10                                 | 0,11                                 | 0,11                                 | 0,10                                 | 0,09                                 | 0,09                                 | 1,60                                 | 0,10            | ▼ −14,44%          |
| Macedonia de Nord                                                       | 0,05                                 | 0,05                                 | 0,05                                 | 0,05                                 | 0,05                                 | 0,05                                 | 0,05                                 | 0,05                                 | 0,05                                 | 0,05                                 | 0,05                                 | 0,05            | ▲ 6,12%            |
| Tunisia                                                                 | 0,03                                 | 0,03                                 | 0,03                                 | 0,03                                 | 0,03                                 | 0,03                                 | 0,03                                 | 0,03                                 | 0,03                                 | 0,03                                 | 0,03                                 | 0,03            | ▲ 7,41%            |
| Letonia                                                                 | N/A                                  | N/A                                  | N/A                                  | N/A                                  | N/A                                  | N/A                                  | 0,18                                 | 0,39                                 | 0,18                                 | 0,09                                 | 0,08                                 | 0,18            |                    |
| România                                                                 | N/A                                  | N/A                                  | N/A                                  | N/A                                  | N/A                                  | N/A                                  | 0,09                                 | 0,09                                 | 0,08                                 | 0,08                                 | 0,09                                 | 0,08            |                    |
| Bulgaria                                                                | N/A                                  | N/A                                  | N/A                                  | N/A                                  | N/A                                  | N/A                                  | 0,07                                 | 0,07                                 | 0,07                                 | 0,08                                 | 0,08                                 | 0,07            |                    |
| Germania                                                                | N/A                                  | N/A                                  | N/A                                  | N/A                                  | N/A                                  | N/A                                  | N/A                                  | N/A                                  | N/A                                  | N/A                                  | 0,00                                 | 0,00            |                    |
| Estonia                                                                 | N/A                                  | N/A                                  | N/A                                  | N/A                                  | N/A                                  | N/A                                  | N/A                                  | N/A                                  | N/A                                  | N/A                                  | N/A                                  |                 |                    |
| Franța                                                                  | N/A                                  | N/A                                  | N/A                                  | N/A                                  | N/A                                  | N/A                                  | N/A                                  | N/A                                  | N/A                                  | N/A                                  | N/A                                  |                 |                    |
| Polonia                                                                 | N/A                                  | N/A                                  | N/A                                  | N/A                                  | N/A                                  | N/A                                  | N/A                                  | N/A                                  | N/A                                  | N/A                                  | N/A                                  |                 |                    |
| Spania                                                                  | N/A                                  | N/A                                  | N/A                                  | N/A                                  | N/A                                  | N/A                                  | N/A                                  | N/A                                  | N/A                                  | N/A                                  | N/A                                  |                 |                    |
| Sursa: Organizația pentru Alimentație și Agricultură a Națiunilor Unite |                                      |                                      |                                      |                                      |                                      |                                      |                                      |                                      |                                      |                                      |                                      |                 |                    |